# Ли Хунсюэ
Ли Хунсюэ (кит. 李宏雪; род. 9 марта 1984, Харбин) — китайская лыжница, участница двух Олимпийских игр, призёр Азиатских игр и Универсиады. Универсал, с одинаковым успехом выступает и в спринтерских и в дистанционных гонках.

## Карьера
В Кубке мира Ли Хунсюэ дебютировала в ноябре 2005 года, тогда же первый раз попала в тридцатку лучших на этапе Кубка мира. Всего на сегодняшний день имеет на своём счету 10 попаданий в тридцатку лучших на этапах Кубка мира, 8 в личных и 2 в командных гонках. Лучшим достижением Ли в общем итоговом зачёте Кубка мира является 59-е место в сезоне 2006-07.
На Олимпиаде-2006 в Турине стала 27-й в дуатлоне 7,5+7,5 км, 36-й в гонке на 10 км классикой, 16-й в эстафете и 33-й в масс-старте на 30 км.
На Олимпиаде-2010 в Ванкувере принимала участие в четырёх гонках: 10 км коньком — 35-е место, дуатлон 7,5+7,5 км — 36-е место командный спринт — 16-е место, масс-старт на 30 км — 31-е место.
За свою карьеру принимала участие в трёх чемпионатах мира, лучший результат 10-е место в эстафете на чемпионате 2007 года в Саппоро, в личных гонках не поднималась выше 18-го места.
Использует лыжи производства фирмы Fischer.